# Attentat du 15 novembre 2022 à Ariel
L'attentat du 15 novembre 2022 à Ariel est survenu lorsqu'une attaque à la voiture-bélier et à l'arme blanche a tué trois Israéliens et en a blessé trois autres dans l'implantation d'Ariel en Cisjordanie.

## Attentat
L'agresseur a commencé par poignarder un agent de sécurité à l'entrée du parc industriel d'Ariel, puis a mortellement poignardé deux hommes et en a blessé un autre lors d'une attaque au couteau à la station-service Ten, située à 60-70 mètres. Il a quitté les lieux avec son véhicule qu'il a percuté dans un groupe de voitures, blessant mortellement un homme de 50 ans de Kiryat Netafim (en). Un civil est sorti de sa voiture pour aider l'homme blessé, l'agresseur a utilisé cela comme une opportunité pour voler la BMW de l'homme et partir. Il a conduit le véhicule dans une zone sur la route avec de la circulation où il a essayé d'attaquer plus de voitures. Le tueur a été abattu par des civils et des forces de sécurité,, vers 9 h 48, heure locale, vingt minutes après le début de l'attaque.

## Auteur
Un Palestinien de 18 ans nommé Mohammed Souf, du village de Haris, a été identifié comme l'auteur. Il a travaillé comme nettoyeur au parc industriel d'Ariel. Il était associé au parti Fatah au pouvoir en Cisjordanie et son père était membre du parti. Alors que Mohammed lui-même n'avait pas de casier judiciaire, son père avait passé du temps dans une prison israélienne dans le passé.

## Réactions
Les responsables américains et européens ont tous deux condamné l'attaque comme du terrorisme. Le mouvement islamiste Hamas, basé dans la bande de Gaza, a qualifié l'attaque d' « héroïque [et] de réponse naturelle à l'escalade des crimes de l'occupation contre la sainte mosquée d'Al-Aqsa et à la perte du sang des gens ». L'organisation a dit à ses partisans de tuer « des multitudes parmi l'ennemi ».